# 아룬 마닐랄 간디

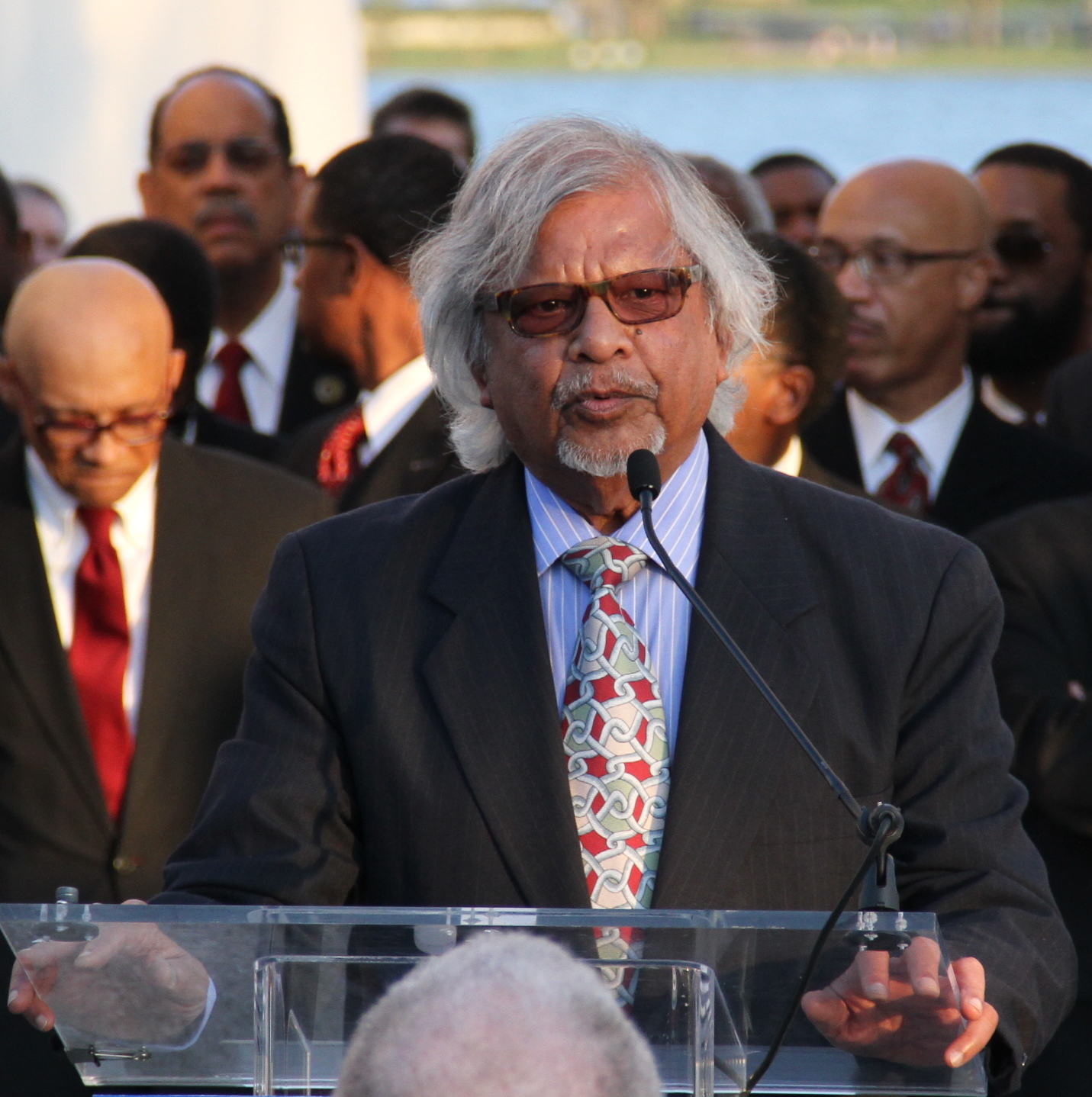
아룬 마닐랄 간디.

아룬 마닐랄 간디(Arun Manilal Gandhi, 1934년~2023년 5월 2일)는 인도계 미국인 사회운동가이며, 마하트마 간디의 다섯 번째 손자이자 마하트마 간디의 둘째 아들인 마닐랄 간디의 아들이다.
어린 시절 남아프리카 공화국에서 성장했으며, 1991년에서 2008년까지 비폭력 M. K. 간디 연구소의 소장을 지냈다. 할아버지인 마하트마 간디를 따라 금욕주의에 바탕을 둔 생활 양식을 고수하고 있다.